# Ribonucleòtid reductasa

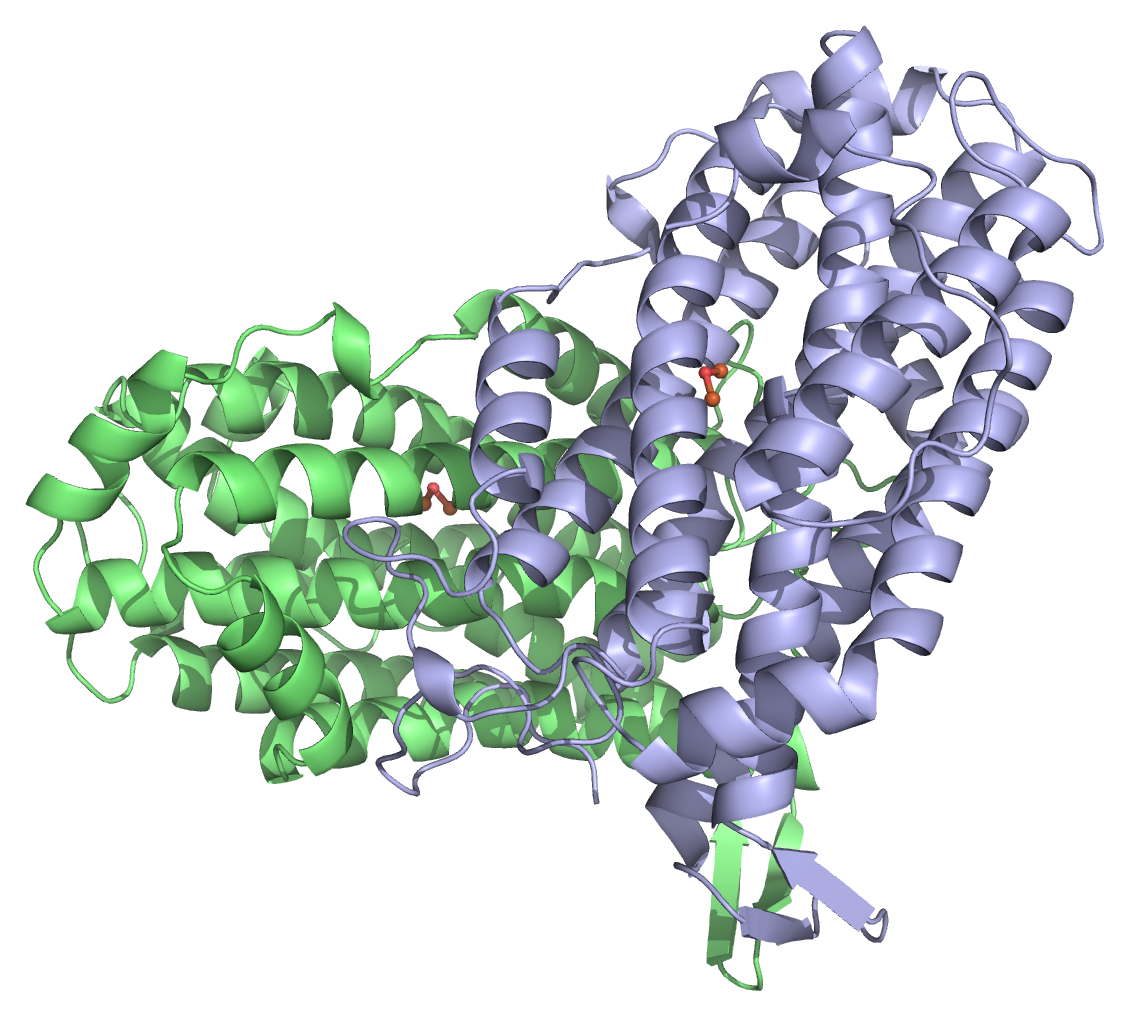
Imatge de la ribonucleòtid reductasa de classe 1

La ribonucleòtid reductasa (E.C. 1.17.4.1), abreujada com a RNR i també coneguda com a ribonucleòsid difosfat reductasa que és de fet el nom aprovat, és l'enzim que catalitza la síntesi de desoxiribonucleòtids a partir de ribonucleòtids. Els desoxiribonucleòtids al seu torn es fan servir en la síntesi d'ADN, ja sigui en la replicació o en la reparació de l'ADN. És per tant un enzim essencial per la vida i la reacció catalitzada pel RNR es conserva estrictament en tots els éssers vius. A més la RNR té un paper crític en la regulació de la taxa total de síntesi d'ADN per tant la massa d'ADN en la cèl·lula es manté en una proporció constant durant la divisió cel·lular i la reparació d'ADN. Els substrats bioquímics de la RNR són l'ADP, el GDP, el CDP i l'UDP. Per la síntesi de desoxiribonucleòtids de timina, l'enzim clau és la timidilat sintasa que sintetitza dTMP a partir de dUMP.
Les RNR de les diferents espècies es classifiquen en 3 classes en funció dels cofactors que utilitzen. La RNR humana pertany a la classe I i és una proteïna heterodímera formada per una subunitat M1 (gran, catalítica, gen RRM1) i una subunitat M2 (petita, reguladora, amb dues isoformes RRM2 i RRM2B).